# Puchar Zdobywców Pucharów Maghrebu (1971)
Puchar Zdobywców Pucharów Maghrebu (1971) był 3. edycją tych historycznych rozgrywek piłkarskich. Turniej odbywał się w stolicy Algierii, Algierze. W rozgrywkach brały udział 4 zespoły. Puchar zdobyła drużyna MA Alger. 

## Półfinały
Club Africain Tunis 1 - 0  FAR Rabat

 MA Alger 3 - 0  Espérance Tunis

## Mecz o 3. miejsce
FAR Rabat 4 - 2  Espérance Tunis

## Finał
MA Alger 1 - 0  Club Africain Tunis